# Maria Burmaka
Maria Viktorivna Burmaka (în ucraineană Марія Вікторівна Бурмака; n. 16 iunie 1970, Harkov, RSS Ucraineană, URSS) este o cântăreață ucraineană.